# Ковалевский, Андрей Петрович
Андре́й Петро́вич Ковале́вский (1 февраля 1895, Рассоховатое, Харьковская губерния, Российская империя — 29 ноября 1969, Харьков, СССР) — советский востоковед, историк-арабист, этнограф, педагог, специалист по народам Восточной Европы. доктор исторических наук. Автор первого русского перевода наиболее полного текста «Записки» Ибн Фадлана. Сын просветителя XIX века П. Г. Ковалевского, муж фольклориста Кассандры Костан.

## Биография
Ковалевские — старая украинская (малороссийская) дворянская фамилия, известная с XVII века, исторически тесно связанная с Харьковом. Дала ряд видных учёных, писателей, общественных деятелей, приняла активное участие в организации Харьковского университета (1805), выпускниками которого были Евграф и Егор Петровичи Ковалевские.
Окончил в 1915 году 3-ю Харьковскую мужскую гимназию.
В 1915—1916 годах был студентом физико-математического факультета Харьковского университета, в 1916—1918 — Лазаревского института восточных языков (Москва).
В 1922 году окончил романо-германское отделение Харьковского университета. Учился в аспирантуре НИИ истории украинской культуры в Харькове.
С 1924 года — сотрудник НИИ истории украинской культуры в Харькове. Работал также в Музее слободской Украины им. Г. С. Сковороды (Харьков). Был одним из основателей и членом правления Всеукраинской научной ассоциации востоковедов. Занимаясь украинской этнографией, сохранял интерес к Востоку: перевёл, в частности, ливанского писателя Амина Рейхани, изучал арабские источники по истории и этнографии Восточной Европы.
С начала 1930-х годов установил контакт с главой советской арабистики И. Ю. Крачковским и по его приглашению с 1934 года начал работать в Арабском кабинете Института востоковедения АН СССР (Ленинград), где исследовал и переводил сочинения средневековых арабских авторов по истории народов Восточной Европы.
В Ленинграде им был подготовлен к печати неизданный труд В. В. Бартольда «Арабские известия о русах».
После получения в 1935 году от правительства Ирана фотокопии полного текста Мешхедской рукописи, в который входил и трактат Ибн Фадлана, А. П. Ковалевский за три года подготовил русский перевод арабского текста, предисловие и комментарий в 1237 примечаний. В связи с арестом в октябре 1938 года книга «Путешествие Ибн-Фадлана на Волгу» вышла без его фамилии (М.; Л., 1939, ред. И. Ю. Крачковский).
В октябре (по другим сведениям, в феврале) 1938 года по ложному доносу был арестован в Ленинграде и осуждён ОСО при НКВД СССР по 58 статье на 5 лет с отбыванием срока в исправительно-трудовом лагере. Хлопоты академика И. Ю. Крачковского об освобождении его успеха не имели. В 1939 году направлен в трудовой лагерь сроком на пять лет. В 1939—1944 годах работал на строительстве железной дороги в Коми АССР, затем в Мордовии, где работал преподавателем кафедры иностранных языков педагогического института в г. Саранске.
В 1945 году вернулся в Харьков, где читал курсы по истории Востока в университете и педагогическом институте. В 1947 переехал в Ленинград и работал в ЛО ИВ АН СССР и на восточном факультете ЛГУ (1947—1948).
В 1948 году, ввиду тяжёлых жилищных условий в Ленинграде, уехал в Харьков, сохранив за собой место в докторантуре. В 1951 году приезжал в Ленинград, чтобы защитить докторскую диссертацию.
С тех пор до конца жизни — профессор Харьковского государственного университета. С 1951 возглавлял кафедру истории Нового времени Харьковского государственного университета, с 1964-го — кафедру истории Средних веков.

## Научная деятельность
В 1937 году А. П. Ковалевскому без защиты было присуждена учёная степень кандидата исторических наук. В 1951 году он защитил докторскую диссертацию.
В первой половине 1950-х годов опубликовал большие работы по различным сюжетам, связанным с изучением «Записки» Ибн Фадлана, сопоставляя его свидетельства с данными по этнографии народов Средней Азии и Поволжья.
В 1956 году завершил работу над монографией «Книга Ахмеда Ибн-Фадлана о его путешествии на Волгу в 921—922 гг.», ставшей классикой советской исторической науки. В ней А. П. Ковалевский утверждал, что первоначальное сочинение Ибн Фадлана в его Мешхедской редакции подверглось значительным сокращениям. Редактирование произошло, видимо, в Бухаре, в эпоху Саманидов. Считал подлинник безвозвратно утерянным.
Тщательно исследовал значение термина «сакалиба». Подчёркивал, что в контексте «Записки» он относился ко всем народам Севера и в каждом отдельном случае надо специально решать вопрос о смысле значения данного термина.
В обширных научных комментариях к сочинению Ибн-Фадлана идентифицировал названия рек и местностей, что позволило ему восстановить маршрут багдадского посольства в Волжскую Булгарию, определил границы обитания огузов, печенегов, башкир, булгар, охарактеризовал общественный строй этих народов.
После смерти Ковалевского исследование истории и культуры средневекового Востока в Харькове прервалось.

### Основные работы
- Абу-л-Хасан 'Алi ал-Мас’удi як учений // Ученi записки [Харківського університету]. Т. 78: Труди iст. фак. 1957. Т. 5.
- Амін Рейхан. Революція. Харків, 1932 (пер. и вст. ст.).
- Антологія літератур Сходу. Харків, 1961 (сос., вст. ст., прим.).
- Арабськi джерела до iсторii народів СРСР i слов’янства // Наукова хроніка Харківського Державного університету: Збірник анотацій. 1946. № 1.
- Вивчення культури новітнього Египту в Радянському Союзi: 1. Освіта, література, театр, кіно, музика // Труди iст. фак-ту Харк. держ. ун-ту. 1957. Т. 6. С. 359—396.
- Ковалевский А. П. Аль-Масуди о славянских языческих храмах. Вопросы историографии и источниковедения славяно-германских отношений. М., 1973. С. 80—86.
- Ковалевский А. П. Амин Рейхан. Революция (пер. с араб.). Харьков, 1932 (на укр. яз.).
- Ковалевский А. П. Книга Ахмеда ибн-Фадлана о его путешествии на Волгу в 921—922 гг.(отрывок) / Статьи, переводы и комментарии. Харьков, 1956.
- Ковалевский А. П. О степени достоверности Ибн-Фадлана // Исторические записки. 1950. Т. 35. С. 265—293.
- Ковалевский А. П. Политика народного образования в современном Египте (в низшей и средней школе) // Записки Ин-та востоковедения АН СССР. М.; Л., 1936. Т. 5. С. 137—182.
- Ковалевский А. П. Посольство багдадского халифа к царю волжских булгар в 921—922 г // Исторические записки. 1951. Т. 37. С. 214.
- Ковалевский А. П. Славяне и их соседи в первой половине X в. по данным Аль-Массуди // Вопросы историографии и источниковедения славяно-германских отношений. М., 1973, с. 62—79.
- Ковалевский А. П. Чуваши и булгары по данным Ахмеда ибн-Фадлана // Ученые записки научно-исследовательского института языка, литературы и истории при Совете Министров Чувашской АССР. Вып. IX. — Чебоксары, 1954. 46 с.
- Ковалевский А. П. Чуваши и булгары по данным Ахмеда ибн-Фадлана. Чебоксары, 1965.
- Нарис життя i науковоi діяльностi академіка А. Ю. Кримського: (З рукописноi спадщини) // Краіни Сходу: Iсторія та сучасність. Збірник ст. Киів, 1974.
- Новооткрытый текст Ибн-Фадлана // ВДИ. 1938. № 1. С. 57—71.
- Описание восточных рукописей Центральной научной библиотеки Харьковского государственного университета // БВ. 1934. Вып. 7. С. 93—115.
- Описание путешествия Павла Алеппского как источник по истории Украины в эпоху её воссоединения с Россией // Збірник наукових робіт, присвячений 300-риччю возз’еднання Украіни з Росіею. Харків, 1954. С. 257—291.
- Путешествие Ибн-Фадлана на Волгу. — М.; Л., 1939 (пер. и комм.).
- Работа над источниками по истории Восточной Европы и Кавказа Академии наук СССР // ИМ. 1931. Кн. 1. С. 197—198.
- Розписи мусульманського кладовища // СС. 1928. № 6. С. 195—211.
- Старi украіно-турецкi засоби водного транспорту // II Украінський сходознавчий з’iзд: Тези доповідей. Харків, 1929.